# Robert Conley

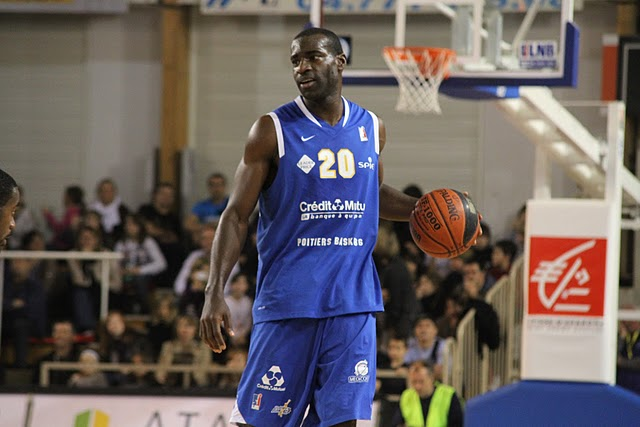
Robert Conley im Jahr 2010

Robert Levar Conley (* 30. April 1977 in Atlanta) ist ein ehemaliger US-amerikanischer Basketballspieler.

## Laufbahn
Nach seiner Zeit an der Columbia High School im US-Bundesstaat Georgia gehörte der 1,98 Meter große Flügelspieler zwei Jahre der Mannschaft des Macon College an, ehe Conley 1997 an die Clayton State University (beide ebenfalls Georgia) wechselte. Obwohl er bei Clayton State nur zwei Jahre spielte, ließ er in den Bestenlisten in manchen Kategorien die meisten Spieler hinter sich, die vier Jahre für die Hochschulmannschaft gespielt hatten. Mit 1219 erzielten Punkten stand er in der ewigen Korbschützenliste von Clayton State auf dem zweiten Platz, als er 1999 ins Profigeschäft wechselte. Mit 40 Punkten und acht Ballgewinnen (beides erreicht am 27. Januar 1999 im Spiel gegen die University of South Carolina Aiken) stellte Conley zwei Bestmarken für die Mannschaft der zweiten NCAA-Division auf. Mit 24,6 Punkten je Begegnung war er in der Saison 1998/99 bester Korbschütze der Mannschaft, einen höheren Punktedurchschnitt hatte zuvor kein Spieler der Universität in einem Spieljahr erreicht. Er war des Weiteren der erste Clayton-State-Basketballspieler, der eine „All-American“-Auszeichnung erhielt. Als Anerkennung für seine sportlichen Leistungen wurde er 2016 in die Ruhmeshalle der Clayton State University aufgenommen.
Der Flügelspieler begann seine Profilaufbahn 1999 in der US-Liga USBL bei den Atlanta Trojans, ehe er in der Saison 1999/2000 erstmals im Ausland, nämlich beim litauischen Erstligisten Alita Alytus, spielte. In 31 Einsätzen brachte es Conley für Alytus auf 13,2 Punkte und 4,3 Rebounds je Begegnung. Er stellte zu Beginn der Saison 2000/01 beim französischen Zweitligisten Étendard de Brest seine Stärken im Angriff unter Beweis, als er in zwölf Ligaeinsätzen im Schnitt 26 Punkte erzielte, hinzukamen 7,2 Rebounds pro Partie. Er war bester Korbschütze der zweiten französischen Liga. Im Februar 2001 nahm Conley ein Angebot des schwer angeschlagenen deutschen Bundesligisten Braunschweig an, der nach der Pleite seines Namens- und Hauptgeldgebers Metabox als StadtSport Braunschweig mitten in der Saison einen Neuanfang versuchen musste, da der Großteil der Spieler aufgrund der finanziellen Notlage gegangen war. Conley war in Braunschweig unter dem ebenfalls neuverpflichteten Trainer Ken Scalabroni sofort Leistungsträger und erreichte mit den Niedersachsen überraschend das Bundesliga-Viertelfinale. Conley war gemeinsam mit seinem Landsmann John Celestand bester Korbschütze der Braunschweiger (beide 19,9 Punkte/Spiel), darüber hinaus kam er auf den Mannschaftshöchstwert 6,6 Rebounds pro Begegnung. Mit dem sprunggewaltigen Conley, der in Braunschweig als Flügelspieler teils auch auf der Innenposition gebraucht wurde, und Spielmacher Celestand hatten die Braunschweiger in der Notlage ein Gespann zusammengestellt, das in der Bundesliga auftrumpfte. Seine beste Angriffsleistung in einem Bundesligaspiel verbuchte Conley Mitte April 2001, als er gegen die Telekom Baskets Bonn 34 Punkte erzielte.

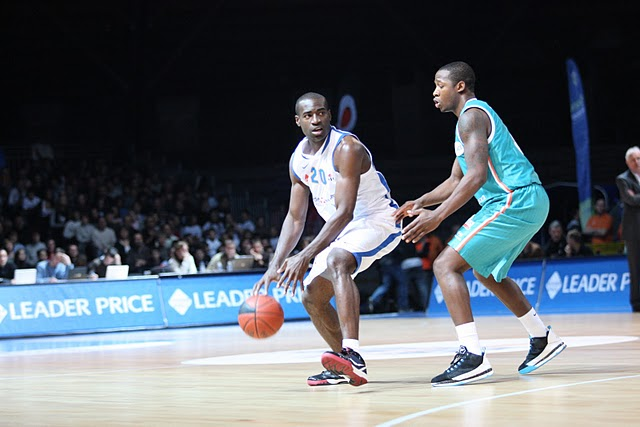
Robert Conley (im Ballbesitz)

Nach dem Saisonende in der Bundesliga spielte Conley noch für Domingo Paulinho in der Dominikanischen Republik, ehe er zur Saison 2001/02 nach Italien zum Erstligisten Mabo Livorno ging. Dort kam Conley 2001/02 auf 17,1 Punkte im Schnitt. Im Sommer 2002 unternahm der US-Amerikaner den Versuch, den Sprung in die nordamerikanische Liga NBA zu schaffen. E spielte in NBA-Sommerligen für die Memphis Grizzlies und die Toronto Raptors. Von der kanadischen Mannschaft erhielt er Ende September 2002 einen Vertrag und nahm an der Saisonvorbereitung teil, wurde Mitte Oktober 2002 und somit noch vor dem Saisonbeginn aber wieder aus dem Aufgebot gestrichen. Er blieb vorerst in Nordamerika und bestritt zwei Spiele für die Mannschaft Greenville Groove in der NBA Development League, kehrte später nach Livorno zurück und erzielte für die Mannschaft in der italienischen Serie A in seinem zweiten Spieljahr 17,5 Punkte pro Partie.
Im Sommer 2003 spielte Conley wieder für die NBA vor, trug in einer Sommerliga das Hemd der Cleveland Cavaliers, wurde aber nicht unter Vertrag genommen. Conley spielte 2003/04 für Ionikos Athen in Griechenland. Zu Beginn der Saison 2004/05 wurde er vom spanischen Erstligisten Casademont Girona verpflichtet, bestritt acht Spiele (19,3 Punkte und 6,6 Rebounds/Einsatz) für die Mannschaft und wechselte im November 2004 innerhalb der Liga zu TAU Cerámica. In dem mit Spielern wie Luis Scola, José Calderón, Kornél Dávid und Tiago Splitter namhaft besetzten Aufgebot von Trainer Duško Ivanović nahm Conley eine sehr viele weniger bestimmende Rolle ein als bei den meisten seiner vorherigen Profistationen. In der Liga ACB erzielte er in 21 Spielen für die Basken 5,8 Punkte und 2,2 Rebounds je Begegnung. Für die Mannschaft aus Vitoria-Gasteiz kam er auch zu 16 Einsätzen in der EuroLeague, in denen der US-Amerikaner im Schnitt 6,5 Punkte erzielte. Conley erreichte mit Vitoria das Endspiel der EuroLeague, gehörte dort aber nicht zum Aufgebot, das Spiel wurde gegen Maccabi Tel Aviv verloren.
In der Saison 2005/06 spielte Conley für KK Vršac in Serbien, 2006/07 stand er beim italienischen Zweitligisten Cimberio Aironi Novara unter Vertrag, in der Frühjahrssaison 2007 war er Spieler der Atléticos de San Germán in Puerto Rico. Im Juni 2007 wurde der US-Amerikaner vom französischen Erstligisten ASVEL Lyon-Villeurbanne als Neuzugang vermeldet. Er gewann mit der Mannschaft 2008 den französischen Pokalwettbewerb, im Ligabetrieb erreichte Conley Mittelwerte von 13,9 Punkten, 3,6 Rebounds und 3,5 Korbvorlagen je Begegnung. Er verließ ASVEL nach einem Spieljahr, stand in der Saison 2008/09 bei Maccabi Rishon LeZion in Israel unter Vertrag, hernach spielte der US-Amerikaner von November 2009 bis März 2010 beim spanischen Erstligisten Bizkaia Bilbao Basket (11 Spiele: 7,5 Punkte/Spiel) sowie in der Saison 2010/11 noch kurzzeitig beim französischen Zweitligaverein Poitiers (4 Einsätze: 16 Punkte/Spiel).